# Erythrodiplax clitella
Erythrodiplax clitella is een libellensoort uit de familie van de korenbouten (Libellulidae), onderorde echte libellen (Anisoptera).
De wetenschappelijke naam Erythrodiplax clitella is voor het eerst geldig gepubliceerd in 1942 door Donald J. Borror.